# ISO 3166-2:KN

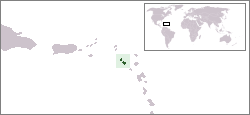
مکان سنت کیتس و نویس

کد ISO 3166-2:KN بخشی از استاندارد ایزو ۳۱۶۶ برای کشور سنت کیتس و نویس است که توسط سازمان بین‌المللی استانداردسازی ISO تنظیم شده‌است این سازمان، کدهای استاندارد را برای تقسیمات کشوری (ایالت‌ها یا استان‌های) کشورهای فهرست شده در استاندارد ایزو ۳۱۶۶-۱ تعریف می‌کند.
هر کد شامل دو بخش می‌گردد که توسط علامت - جدا می‌گردند.
- بخش نخست KN که در ایزو ۳۱۶۶-۱ آلفا-۲ کد کشور سنت کیتس و نویس است.
- بخش دوم شامل یک یا دو یا سه حرف است که بیان‌کننده استان یا ایالت کشور سنت کیتس و نویس می‌باشد.